# Jorge Antunes
Jorge de Freitas Antunes (født 23 april 1942 i Rio De Janeiro, Brasilien) er en brasiliansk komponist, violinist, dirigent, professor og lærer.
Antunes studerede komposition, violin og direktion på Federal University of Rio de Janeiro hos bl.a. Cesar Guerra-Peixe og Carlos de Almeida.
Han studerede senere hos bl.a. Alberto Ginastera og Pierre Schaeffer , hvor hans kompositoriske retning og stil blev elektronisk musik.
Antunes har skrevet en symfoni, orkesterværker, operaer, kammermusik, korværker, elektronisk musik etc.
Han underviste som lærer og professor med elektronisk musik som speciale på University of Brasilia.

## Udvalgte værker
- Symfoni i 5 satser (1999) - for tenor, blandet kor, orkester og bånd.
- Contato (1968) - opera